# Erigorgus andinus
Erigorgus andinus är en stekelart som först beskrevs av Juan Brèthes 1913.  Erigorgus andinus ingår i släktet Erigorgus och familjen brokparasitsteklar. Inga underarter finns listade i Catalogue of Life.